# Литорио (линеен кораб, 1937)
Литорио (на италиански: Littorio), по-късно преименуван на „Италия“ (на италиански: Italia) е италиански линеен кораб от едноименния тип от времето на Втората световна война. Главен кораб на проекта. Наречен е на италианската дума за ликтор (Littore, на латински: Lictor) – магистрат в Древния Рим, който носи фасциите като символ на властта (наричани и ликторски сноп, емблема на италианските фашисти). След падането на режима на Бенито Мусолини, корабът е преименуван на „Италия“.

## История

### Строителство
Строителството на кораба започва на 28 октомври 1934 г. в корабостроителницата „Ансалдо“ в Генуа. На 22 август 1937 г. линейният кораб е спуснат на вода, а на 24 юни 1940 г. е приет на служба, влизайки в състава на 1-ва ескадра (дислоцирана в Таранто). Той е считан за един от престижните кораби на италианския флот с щателно подбран екипаж, макар че на цивилните инженери и техници се налага да останат на борда през първите няколко месеца от службата му.

### Нападение в Таранто
След две кратки и безрезултатни излизания в морето „Литорио“, заедно с други италиански бойни кораби, пуска котва в пристанището на Таранто. През нощта на 10 ноември срещу 11 ноември 1940 г., 42 английски палубни торпедоносеца „Феъри Суордфиш“ атакуват базата на две вълни. Само 11 самолета носят торпеда с калибър 450 мм, останалите са въоръжени с бомби. Три италиански линкора, два крайцера и няколко спомагателни съда получават различни повреди, а англичаните губят едва два самолета.
В 23:15 почти едновременно „Литорио“ е уцелен от две торпеда. Първото се взривява по десния борд малко към кърмата от първата 381-мм кула, в района на 163 шпангоут, от което в борда му се образува пробойна с размери примерно 7,5x6 метра, а филтрационната преграда на конструктивната подводна защита започва да тече. Второто торпедо удря в кърмовия край, в района на 9 шпангоут, пробивайки проходен отвор от левия борд към десния, частично разрушавайки перото на основния рул и неговата рулева машина. Обаче към този момент заплаха от гибел на кораба все още няма. Тя става реална, когато в полунощ трето торпедо поразява линкора в десния борд, в носовия край, в района на 192 шпангоут, където няма конструктивна подводна защита. В огромната пробойна, (примерно 12x8 метра), се устремяват големи маси задбордна вода. Водонепроницаемите конструкции в носовата част, нитованите съединения, които вече са отслабени от взрива на първото торпедо, дават обилни течове. Тъй като корабът се намира в базата, то неговия носов край сяда на грунта. Водата достига до барбета на първата 381-мм кула, и кренът по десния борд съставя до три градуса.
Спасителните работа, започват още на следващия ден, са затруднени от наличието на недетонирало торпедо, което е открито под кила на линкора след водолазен оглед. Тези авиоторпеда са снабдени с неконтактен магнитен взривател, за това и дрейфа на кораба може да предизвика взрив. На 11 декември „Литорио“ е въведен в сух док за ремонт, който завършва на 11 март 1941 г. На 1 април на кораба вдига своя флаг адмирал Анджело Якино и в периода август – септември линкорът извършва няколко излизания в морето заедно с „Виторио Венето“.

### Битките в залива Сирт
На 17 декември 1941 г. „Литорио“ участва в първата битка в залива Сирт. Италианската ескадра осъществява прикритие на конвой за Либия, когато от немски самолет-разузнавач постъпва информация за отряд английски кораби, отплавал от Малта. В действителност това е танкер (немците го вземат за линкор) в охраната на три крайцера и дванадесет разрушителя. Якино изпраща срещу тях „Литорио“, „Андреа Дория“ и „Джулио Чезаре“ охранявани от два крайцера и десет разрушителя. В 17:53 италианците излизат на визуален контакт с англичаните и откриват огън от далечна дистанция, под прикритието на който италианските разрушители се опитват да осъществят торпедна атака. Английските кораби, отстрелвайки се, се оттеглят под прикритието на димна завеса. Вече в 18:00 боя е прекратен, а на 19 декември италианския конвой достига Триполи.
На 22 март 1942 г. се състои втория бой в залива Сирт. В 14:24 заради разузнавателни данни, получени от подводниците, италианско съединение от три тежки крайцера и четири разрушителя атакува английски конвой, плаващ от Александрия за Малта. Ответните действия на англичаните последват незабавно: за охрана на конвоя са оставени крайцер и шест разрушителя, а останалите четири крайцера и дванадесет разрушителя в 14:35 откриват огън по италианците и ги карат незабавно да се оттеглят. Положението на страните се променя в 16:18, когато към мястото на боя пристига „Литорио“ с три разрушителя. В морето бушува щорм, падащия проливен дъжд и димните завеси на англичаните съществено затрудняват италианците във воденето на огъня. В 18:30 английските разрушители провеждат торпедна атака, отбита с масиран огън от италианската корабна артилерия. Разрушителя „Лайвли“ получава попадение на 381-мм снаряд, а на юта на „Литорио“ се взривява английски 120-мм снаряд, който поврежда палубната настилка. Форсът на барутните пламъци от стволовете на кърмовите 381-мм оръдия на линкора запалва самолета на катапулта, и англичаните решават, че линкорът е торпилиран. Към вечерта боя е прекратен, а при завръщането си в базата два италиански разрушителя потъват.

### Ремонт и последваща служба
През 12 – 16 юни 1942 г. италианците успешно прехващат английския конвой, плаващ за Малта, обаче при това „Литорио“ е сериазно повреден. Линкорът в съпровождение на линкора „Виторио Венето“, а също и десет разрушителя и четири крайцера отплават от Таранто на 14 юни. Британската авиация засича ескадрата и изсипва върху нея цялата си мощ. На 15 юни, в 9:05, „Литорио“ е повреден от фугасна авиобомба на американски бомбардировач B-24 (повредена е втората 381-мм кула). Повреден е куполния далекомер, а също се образуват осколъчни дупки в палубната настилка на полубака. След това, в 23:39, бомбардировач „Уелингтън“ пуска авиоторпедо, което се взривява в носовата част по десния борд в района на 194 шпангоут зад пределите на конструктивната подводна защита. Корабът приема около 1600 тона задбордна вода, и още 350 тона са приети в кърмовите отсеци, за изравняване на крена и диферента.
Линкорът на свой ход се завръща в базата и е вече е възстановен на 27 август. На 13 ноември 1942 г. „Литорио“ преминава в Неапол, но на 4 декември се завръща в Таранто. От декември 1942 г. до юни 1943 г. линкорът се използва за осигуряването на противовъздушната отбрана на Таранто, Специя и Генуа. На 14 април 1943 г., по време на масирано нападение над Специя, той получава попадение от авиобомба в левия борд при втората 381-мм кула. Бронирането е пробито, осколките повреждат палубната настилка. Ремонтът на повредите е изпълнен в корабостроителницата на същия град.

### Под името „Италия“
На 25 юли 1943 г. режимът на Мусолини пада, и „Литорио“ е преименуван на „Италия“. На 9 септември линкорът е подложен на атака от немски бомбардировачи „Do 217“, които пускат тежките радиоуправляеми бронебойни планиращи авиобомби „Fritz-X“. Масата на всяка бомба е 1570 кг, а масата на взривното вещество в нея достига до 300 кг; бомбата се пуска от 6 – 8 км и пробива броня с дебелина 120 – 150 мм. Една такава бомба се взривява в района на 162 шпангоут, уцелвайки палубата на полубака и пробивайки бордовата обшивка, детонира във водата при борда. 190 м² обшивка са повредени в подводната част, 830 т задбордна вода проникват (още 400 т са приети за изравняването на крена и диферента). Друга бомба се взривява във водата в съседство с левия борд, което води до влизане на вода в цистерните за гориво.
След кратък престой в Малта „Италия“ и „Виторио Венето“ са пренасочени към Египет, в Голямото горчиво езеро. Там престояват от 18 септември 1943 г. до 4 февруари 1946 г. На 9 февруари линкорът пристига Аугуста (Сицилия), а оттам в Специя. Според условията на Парижкия мирен договор линкорът се предава на САЩ, и на 1 юни 1948 г. той е изключен от списъците на италианския флот. Правителството на САЩ предлага разкомплектоването на линкора за метал, и към 1955 г. той е разглобен окончателно.

## Статистика
За годините на своята служба корабът изпълнява 46 бойни задания, изминава 13 583 мили за 755 ходови часа, изразходва 17 740 тона гориво. В ремонт и докове корабът престоява 251 дена.